# Claude Pascal (Comiczeichner)
Claude Pascal (* 10. Februar 1931; † 18. Juni 1993) war ein französischer Comiczeichner.

## Leben
Nach dem Kunststudium in Paris begann Claude Pascal als Zeichner und Illustrator für verschiedene französische Verlagshäuser zu arbeiten. Die Serie Louk chien-loup erschien in Vaillant und entstand in Zusammenarbeit mit Roger Lécureux.
In Pilote arbeitete er mehrmals mit Jean-Michel Charlier zusammen. Er zeichnete Kurzgeschichten für Onkel Paul, die in Spirou veröffentlicht und von Octave Joly geschrieben wurden. In Buck Danny sprang er kurzfristig für den erkrankten Victor Hubinon ein.
In den 1980er Jahren wandte sich Claude Pascal der Werbebranche zu.

## Werke
- 1953: Louk chien-loup
- 1962: Jeff Stevens
- 1962: Patrick Enclin
- 1963: OMS
- 1963: 4 hommes de l’air et du cosmos[4]
- 1964: Bruno Decapelle
- 1965: A la découverte des grands fleuves du monde
- 1965: Onkel Paul
- 1966: Jacques Arcier
- 1971: Léonard de Vinci
- 1974: L’armée une grande aventure moderne
- 1986: Conan Doyle